# هاتف

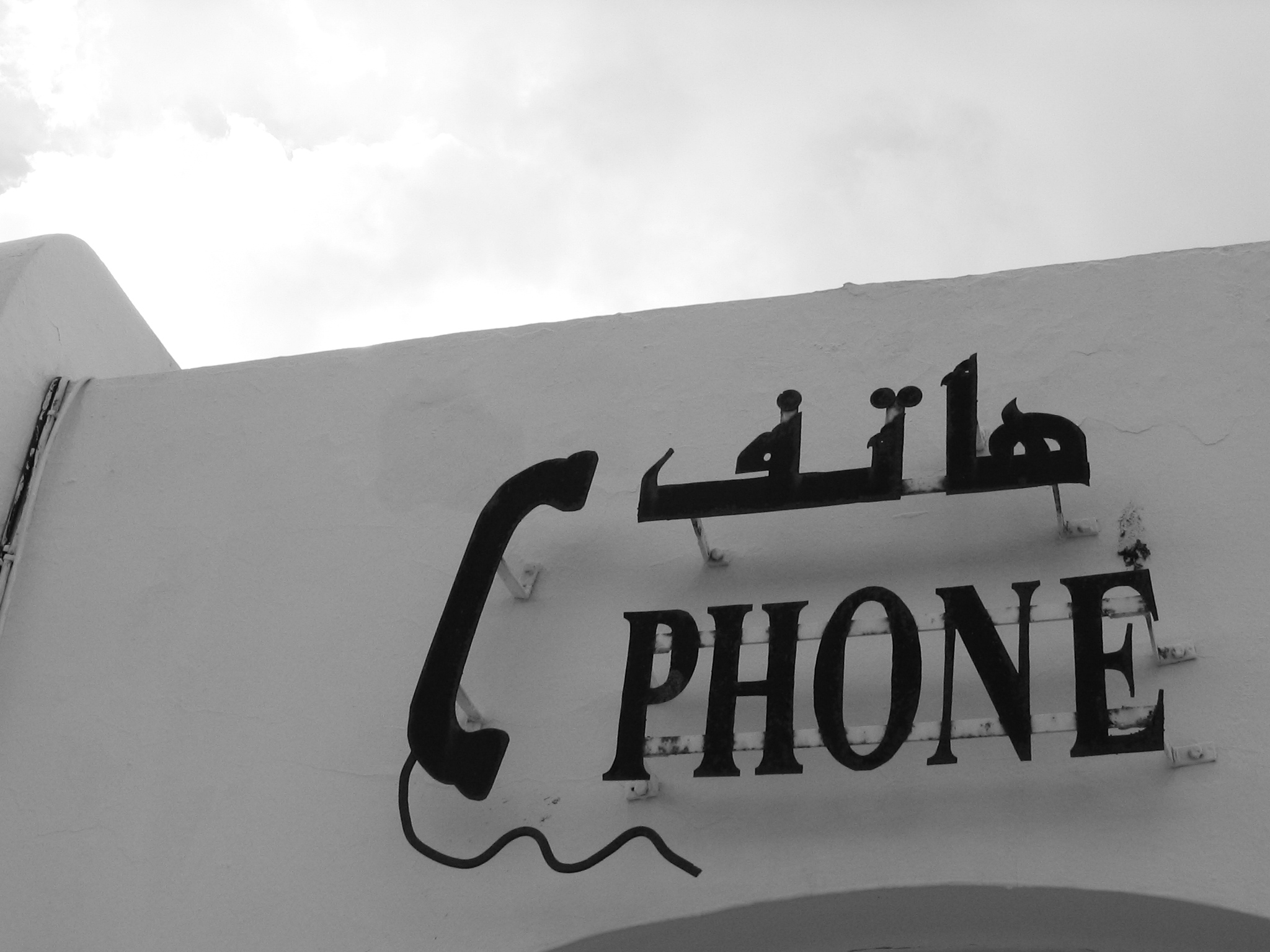

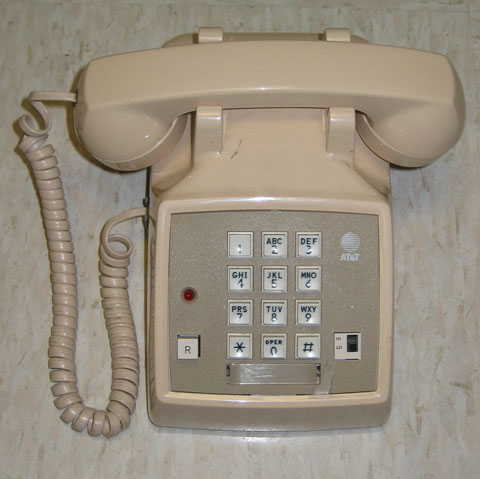
هاتف ذو خط واحد يتضمن لوحة أرقام (تعمل بنظام التردد المتعدد ثنائي النغم) بدلاً من القرص المستدير، ومزود بخاصية انتظار ضوئي للرسائل.

الهاتف (الجمع: هَوَاتِف) أو المسرة (الجمع: مِسَرَّات) هو آلة أو جهاز يستخدم لنقل الصوت بشكل فوري بين مكانين متصلين بخط هاتف ثم خلال البدالة ويوجد جهاز هاتف على كل طرف منهما، واخترعه الإيطالي أنطونيو ميوتشي وسجله كمخترع لهُ سنة 2002 ، فقد اعترف مجلس النواب الأمريكي رسميًا في سنة 2002م بتاريخ 11 يونيو بأن ميوتشي أول مخترع لفكرة الهاتف في قرار المجلس رقم 269 وذلك بعد مرور 113 عاما على وفاته أي منذ عام 1889م. وهذا يعني أن ألكسندر غراهام بيل فقط صنع الهاتف بناءً على فكرة اختراع وجدها في نموذج من نماذج اختراعات ميوتشي.
والهاتف له ايضًا معنى آخر:
الهاتف.اسم فاعل من مصدر الفعل: هتف يهتف هتفًا هو ما يسمع صوته ولا يرى شكله فالمقصود بهذا الاختراع الحديث في مجال الاتصال والتواصل الذي يقرب المسافات بين الناس من خلال نقل الأخبار بينهم عبر الصوت.

## أصل التسمية
الهاتف من هتف على وزن فَاعِل، هتف: الهَتْفُ والهُتافُ الصوت الجافي العالي، وقيل: الصوت الشديد. وقد هتَف به هُتافًا أَي صاح به. أَبو زيد: يقال هَتفْت بفلان أَي دعَوْتُه، وهتفْت بفلان أَي مدَحْته. وفلانة يُهْتَف بها أَي تُذكر بجَمال. وفي حديث حُنين: قال اهْتِفْ بالأَنصار أَي نادِهم وادعُهم، وقد هَتف يَهْتِف هَتْفًا. وفي حديث بدر: فجعل يَهْتِفُ بربّه أَي يدعوه ويُناشِده. ابن سيده: وقد هَتَفَ يهتِف هتْفًا، والحمامة تَهْتِف، وسمعت هاتِفًا يَهْتِف إذا كنت تسمع الصوت ولا تُبْصِر أَحدًا. وهتَفتِ الحَمامة هتْفًا: ناحَتْ؛ قال ابن بري: ويقال هتَّفت الحمامة؛ وأَنشد لنُصَيْب: ولا انَّني ناسِيكَ بالليل، ما بَكَتْ، على فَننٍ، ورْقاء ظَلَّتْ تُهَتِّفُ وحَمامة هَتُوف: كثيرة الهُتاف. وقوس هَتُوف وهَتَفَى: مُرِنّةٌ مصَوِّتة؛ وأَنشد ابن بري للشماخ: هَتُوفٌ إذا ما جامع الظبيَ سَهْمُها، وإن رِيعَ منها أَسْلَمَتْه النَّوافِرُ وريح هَتُوف: حنّانة، والاسم الهَتَفى. وقوس هتَّافة: ذات صوت. وقال في ترجمة همز: قوس هَمَزى شديدة الهَمْز إذا نُزع فيها؛ قال أَبو النجم: أَنْحَى شِمالًا هَمَزَى نَضُوحا، وهَتَفَى مُعْطِيةً طَرُوحا (قوله «نضوحا» أي شديدة الحفز للسهم).

## مبدأ العمل

الرمز العام للهاتف يرتبط بالسماعة التي كانت تستعمل في الهاتف الأرضي.

الهاتف جهاز إرسال أواستقبال موصل بأسلاك مع مقسم رئيسي يربط بين عدد من المشتركين باستخدم دوائر إلكترونية مركبة في مقسمات رئيسة تتغذى بتيار ثابت مقداره -48 فولت تولد هذه الدوائر ما يعرف بالخطوط الهاتفية التي يتم برمجتها بأرقام تميز المشتركين عن بعضهم وتمكنهم من الاتصال فيما بينهم من خلال توليد نغمة الاتصال التي يسمعها كل مشترك عند رفعه سماعة الهاتف.
يسمى جزء الهاتف الذي يمسكه الشخص لإجراء مكالمة ما طقم اليد أو السماعة. ولهذا الجهاز قطعة للأذن وقطعة للفم. وقبل إجراء المكالمة، يستمع الشخص لقطعة الأذن بحثًا عن نغمة الإدخال، حيث يشير هذا الصوت إلى وجود خط جاهز للخدمة وإجراء المكالمة. ثم يدخل المتحدث رقم الهاتف الخاص بالهاتف المراد الاتصال به. وتستخدم الشبكة الهاتفية هذه الأرقام لإحداث الاتصال بين الهاتفين. وعندما يتكلم طالب المكالمة في قطعة الفم، يغير الهاتف موجات صوت الشخص إلى تيار كهربائي. وتستخدم الشبكة الهاتفية نبائط متنوعة لتوليد نسخة مماثلة تقريبًا للتيار في هاتف الشخص الذي يجري التحدث معه. ويحول هذا الهاتف التيار إلى موجات صوتية تشبه إلى حد كبير موجات صوت الشخص الذي طلب المكالمة.
عندما نهاتف شخص ما، يتم الاتصال عبر أسلاك خاصة بين جهازنا التلفوني وجهازه التلفوني، سواء أكان ذلك بطريقة آلية أو بواسطة عامل مختص في مركز الهاتف. حتى إذا بدأنا بالكلام مع من نخاطبه أحدثت كلماتنا ذبذبات في الهواء، وأحدثت هذه الذبذبات بدورها ذبذبات في قرص رقيق في السماعة مليء بحبات دقيقة من الكربون، فينشأ عن ذلك تغيُّر في التيار الكهربائي المنساب في الأسلاك بحيث يقوى حيناً ويضعف حيناً تبعاً للكلمات التي نستخدمها وللطريقة التي نلفظ بها تلك الكلمات. وإنما يقوى التيار حين تنضغط حبات الكربون بعضها على بعضها الآخر ويضعف عندما تتباعد هذه الحبات كثيراً أو قليلاً. هذا ما يحدث في جهاز الإرسال. ولكن ما الذي يحدث في جهاز الاستقبال؟ إن التغيرات التي أحدثتها كلماتنا في التيار الكهربائي المنساب في الأسلاك تجعل القرص المعدني الموجود في جهاز الاستقبال يتذبذب بنفس الطريقة فينشأ عن ذلك موجات صوتية شبيهة بصوتنا تماماً. وهكذا تتم المكالمة التلفونية.
وللهاتف ثلاثة أجزاء رئيسة:
- آلية إدخال
- مرسِل
- مستقبِل

## آلية الإدخال
تمكن طالب المكالمة الهاتفية من إدخال أرقام الهواتف، وتركب في بعض الهواتف في طقم اليد، بين قطعة الأذن وقطعة الفم، أو تكوِّن جزءًا من وحدة قاعدية منفصلة، موصلة بسلك إلى طقم اليد.
وفي كثير من الهواتف الحديثة، تتكون آلية التدوير من طقم من الأزرار أو المفاتيح يسمى وسادة المفاتيح. ولوسادة المفاتيح العادية 12 مفتاحًا ـ مفاتيح الأرقام من صفر إلى 9، والمفتاح * والمفتاح #. وعند الضغط عليه، يولد كل مفتاح عددًا معينًا من النبضات الكهربائية، أو زوجًا من النغمات المتحكم فيها بدقة. وتستخدم حواسيب في الشبكة الهاتفية سلسلة النبضات أو النغمات لتوجيه المكالمة.
وتتكون آلية التدوير في بعض الهواتف من قرص يسمى القرص المُدرّج أو الدوار، به ثقوب لادخال الأصابع تمثل الأرقام من صفر إلى 9. ويدخل طالب المكالمة رقم الهاتف بأن يدير القرص ثم يتركه، حيث تولد هذه العملية نبضات كهربائية.

## المرسل
ويسمى أيضًا الميكروفون، وهو يحول موجات صوت الشخص إلى تيار كهربائي، ويرسل هذا التيار إلى الشبكة الهاتفية. ويركب المرسل في السماعة، وراء قطعة الفم. وهناك نوعان رئيسيان من المرسلات الهاتفية: 1- المرسل الكربوني 2- ميكروفون الكهريت الوريقي.

## المرسل الكربوني
يتكون من جزأين رئيسيين، هما الطبلة والغرفة الكربونية. والطبلة قطعة رقيقة مستديرة من الألومنيوم. وتقع الغرفة الكربونية خلف الطبلة، بين طرفين كهربائيين، وتحتوي على عدد كبير من الحبيبات الكربونية الصغيرة الحجم، ينتقل عبرها تيار كهربائي بفولتية (جهد) منخفضة. وتتكئ قبة نحاسية صغيرة مطلية بالذهب وموضوعة أسفل الطبلة، على الغرفة الكربونية.
وعندما يتكلم الشخص تسبب موجات صوته اهتزاز الطبلة، حيث يحدث الصوت العالي اهتزازًا قويًا، بينما يحدث الصوت الناعم اهتزازًا ضعيفًا. وتسبب حركة الطبلة اهتزاز القبة داخل الغرفة الكربونية. ويضغط كل اهتزاز على الحبيبات الكربونية، حيث يحدث الاهتزاز الصغير ضغطًا خفيفًا على الحبيبات، بينما يعصرها الاهتزاز الكبير عصرًا قويًا فيما بينها. وكلما كان الضغط كبيرًا على الحبيبات زادت سهولة مرور التيار الكهربائي خلالها، وهكذا يزداد سريان التيار الكهربائي كلما ارتفع الصوت.

## ميكروفون الكهريت الوُرَيْقي
وهو مزود بطبلة مستديرة، تتكون من قطعة رقيقة من بلاستيك مشحون كهربائيًا، ومطلية بغطاء فلزي في أحد وجهيها. وهذه الطبلة، التي تسمى الكهريت الوريقي، موضوعة على قرص فلزي مجوف يسمى اللوحة الخلفية، بحيث يكون الغطاء الفلزي بعيدًا عن اللوحة.
تلمس الطبلة اللوحة الخلفية في أماكن محددة فقط. وفي مناطق أخرى، تفصل جيوب هوائية الطبلة عن اللوحة الخلفية، حيث تهتز الطبلة في هذه الجيوب عندما تصدمها موجات صوتية.
وتحدث الشحنة الكهربائية التي تحملها الطبلة مجالاً كهربائيًا بين الطبلة واللوحة الخلفية. وتعتمد قوة هذا المجال إلى حد ما على المسافة بين الطبلة واللوحة الخلفية.
وعندما يتكلم الشخص تصدم الموجات الصوتية الطبلة، فتغير الاهتزازات الناتجة المسافة بين الطبلة واللوحة الخلفية، وبالتالي قوة المجال الكهربائي. وتحدث هذه التغييرات في قوة المجال تغييرات مماثلة في التيار الكهربائي.

## المستقبِل
يحول التيار الكهربائي القادم عبر خط الهاتف إلى نسخة من صوت المتكلم. ويركب المستقبل في طقم اليد، في مكان وراء قطعة الأذن.
وفي المستقبل، تحاط طبلة حديدية محفوظة داخل إطار مرن بمغناطيس دائم حلقي الشكل، يجذب الطبلة باستمرار. ويتصل مغناطيس آخر يسمى المغناطيس الكهربائي بالطرف الآخر للطبلة. وهذا المغناطيس مصنوع من فلز ملفوف بسلك.
وعندما ينساب التيار الكهربائي في السلك الملفوف، يصبح المغناطيس الكهربائي ممغنطًا. ويتحرك هذا التيار في اتجاهين، حيث تزيد المغناطيسية الناتجة عن حركة التيار في أحد الاتجاهين قوة جذب المغناطيس الدائم، وتجعلها تجذب الطبلة بقوة أكبر، بينما تقلل المغناطيسية الناتجة عن حركة التيار في الاتجاه الآخر قوة المغناطيس الدائم، وتخفض جذبها للطبلة. ويجعل التغير في الجذب الطبلة تهتز بنفس المعدل، حيث تجذب الهواء أمامها، وتدفعها، محدثة بذلك تغيرات في الضغط، وتولد موجات صوتية تكاد تكون نفس موجات صوت المتكلم. ويستمع السامع إلى نسخة طبق الأصل من صوت المتكلم.

## صناعة الهاتف
صناعة الهاتف، والتي تُسمَّى أيضًا الاتصالات الهاتفية، من أقوى الصناعات في العالم، وأكثرها ربحًا.
وتوفر معظم الحكومات الخدمات الهاتفية، ولكنها اتجهت إلى بيعها إلى القطاع الخاص منذ ثمانينيات القرن العشرين. وفي بعض الدول، مثل المملكة المتحدة والولايات المتحدة، تنظم صناعة الهاتف هيئات حكومية. وقد أنتجت الاستثمارات الحكومية والخاصة تقنيات جديدة لتحديث الخدمات الهاتفية وتطويرها في كل أنحاء العالم.
وتستخدم دول عديدة، مثل أستراليا وماليزيا ونيوزيلندا، أقمار اتصالات لربط الشبكة الهاتفية. ويعمل نظام اتصال بالموجات الدقيقة أيضًا في أستراليا وجنوب أفريقيا وماليزيا وجزر الهند الغربية وأجزاء أخرى من العالم. ويمتد كبل ليفي بصري من جزر فرجينيا إلى برمودا حيث يلتقي بنظم الاتصالات في هونغ كونغ ولندن ونيويورك وطوكيو. وترتبط جزر الهند الغربية بالولايات المتحدة أيضًا بكبل كهربائي تحت بحري، كما تمتلك دول أخرى، مثل الهند وماليزيا ونيوزيلندا بكوابل تحت بحرية

## معرض صور

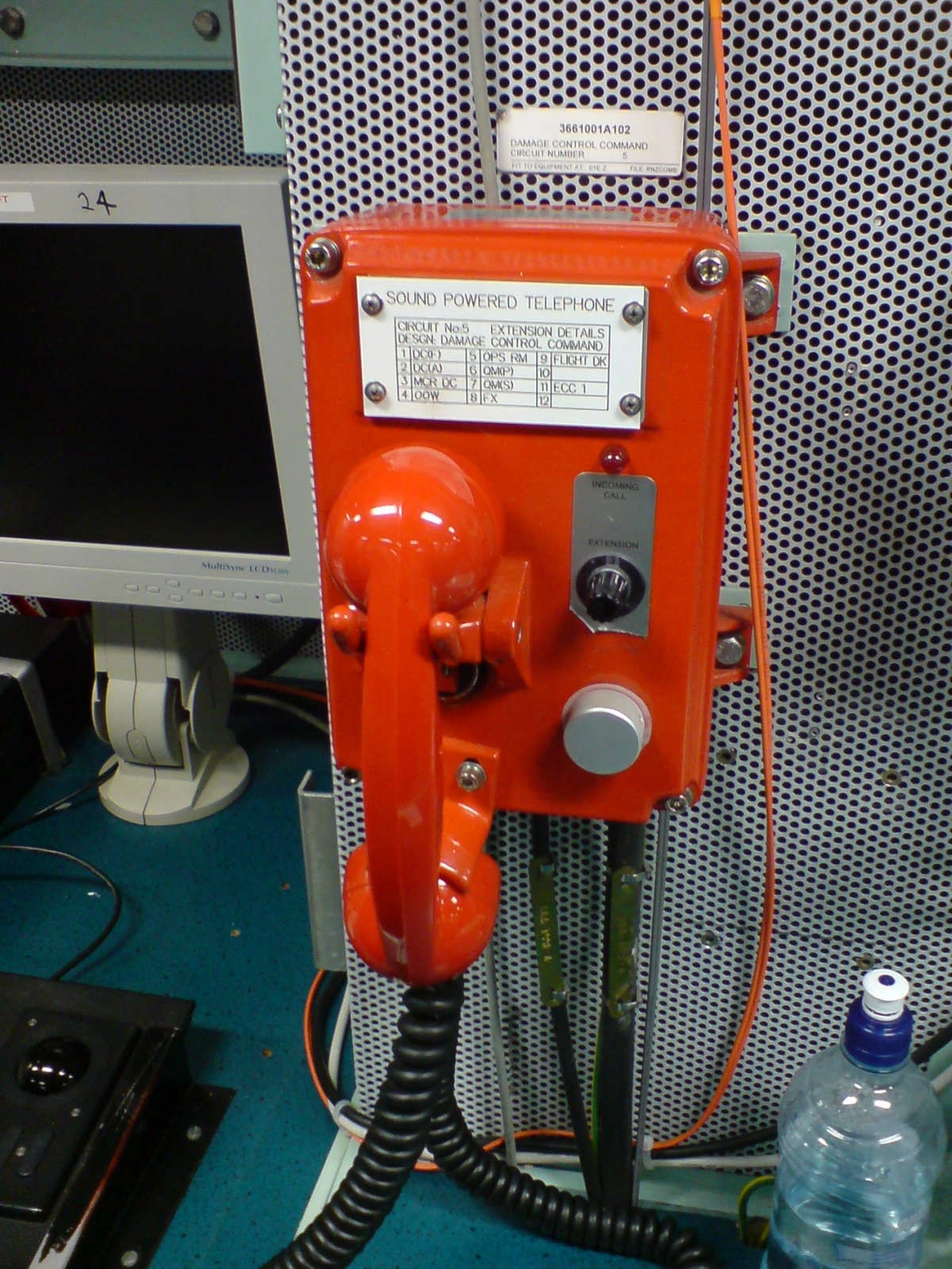
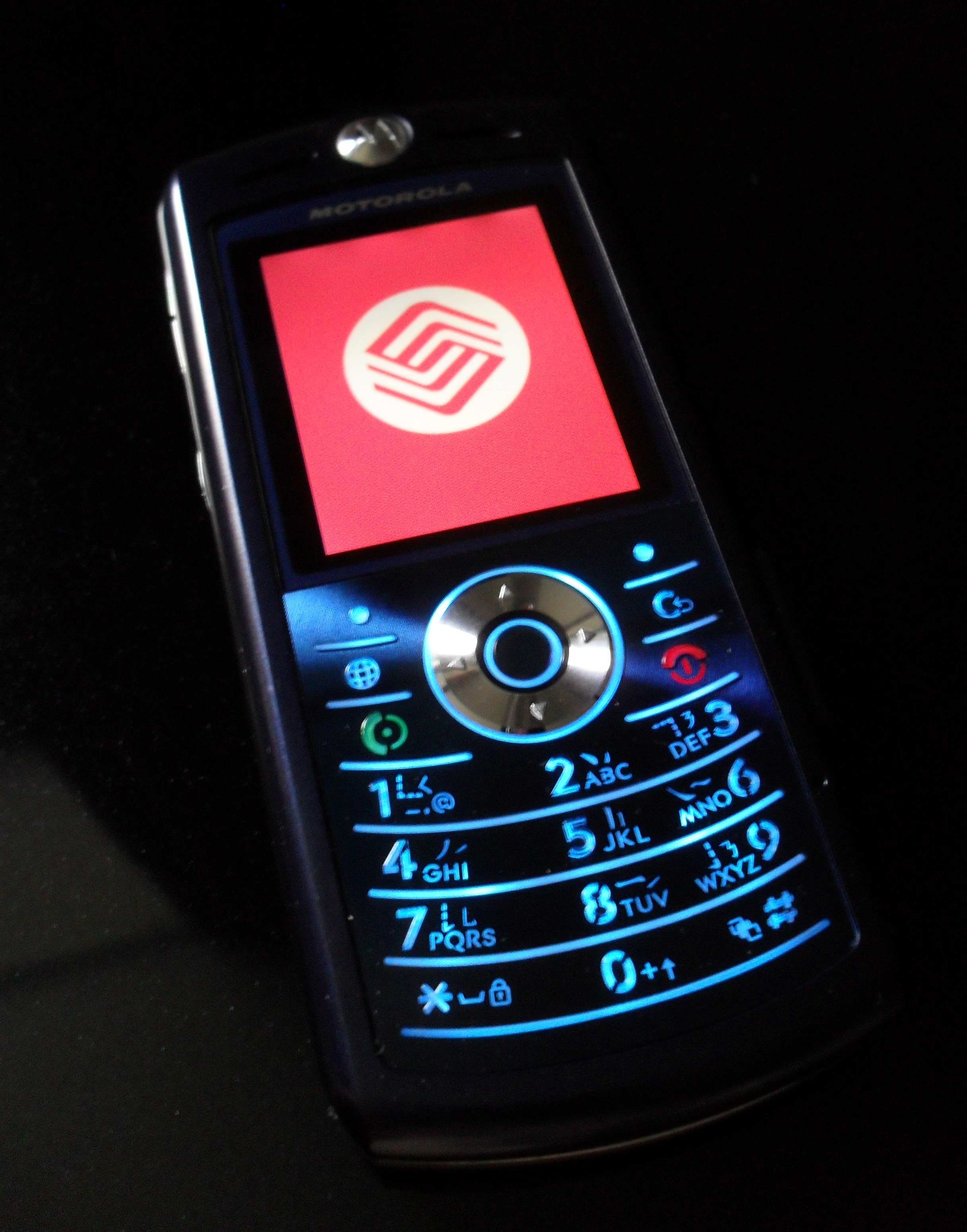
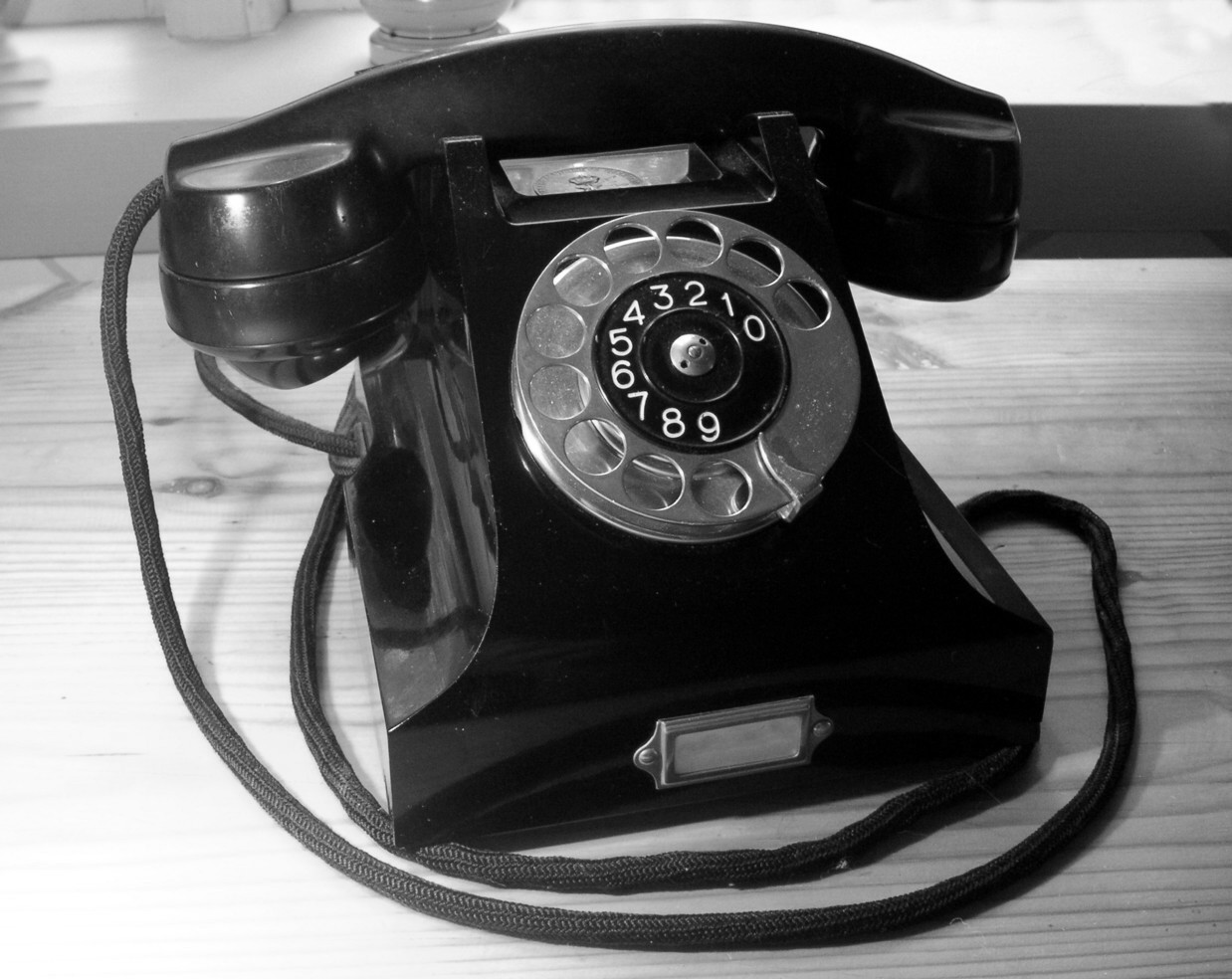
هاتف إريكسون باكليت 1931
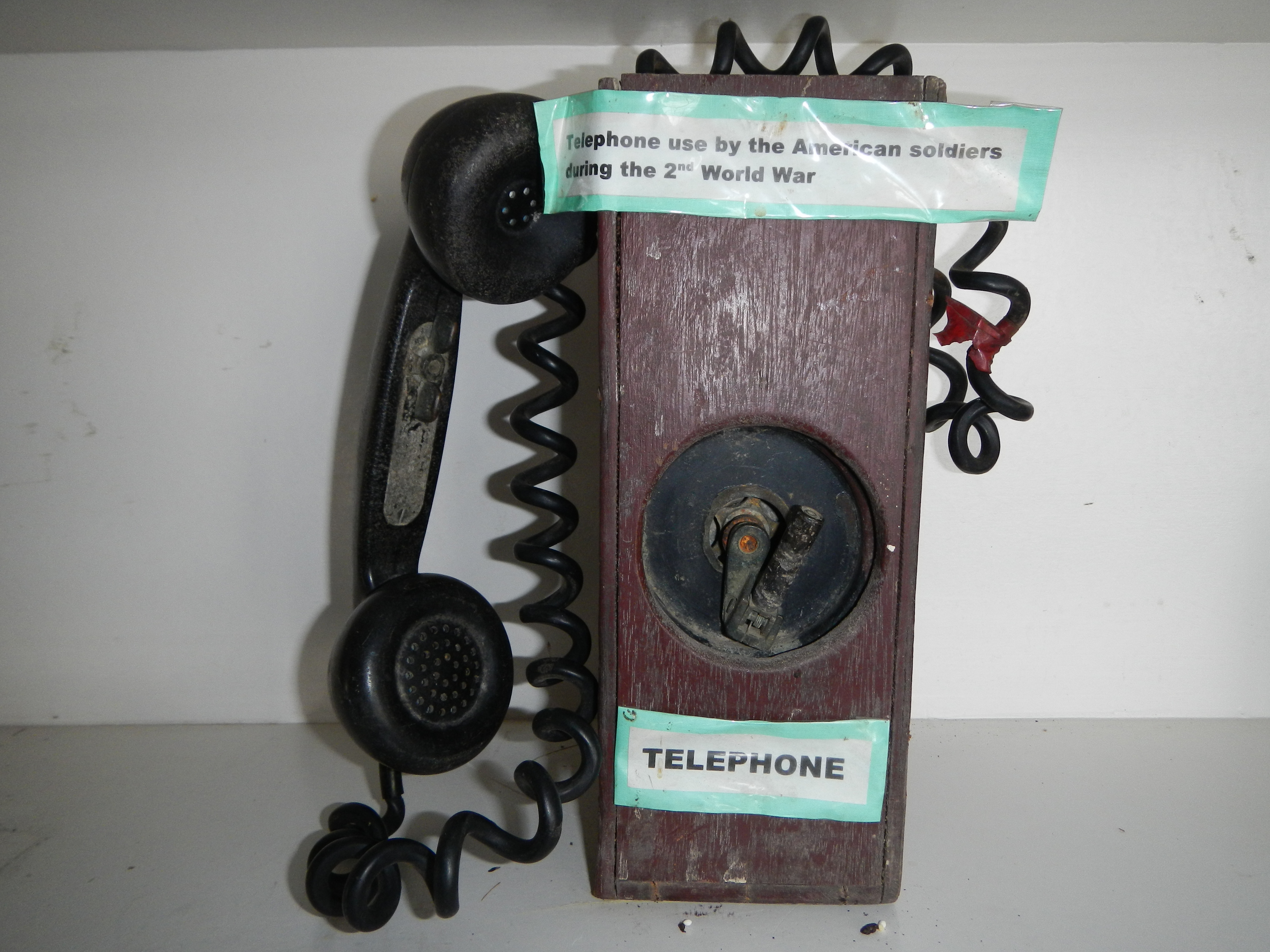